# Carl von Gienanth

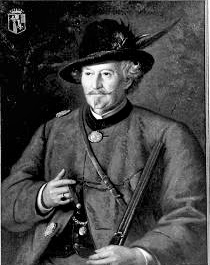
Carl Freiherr von Gienanth (1860)

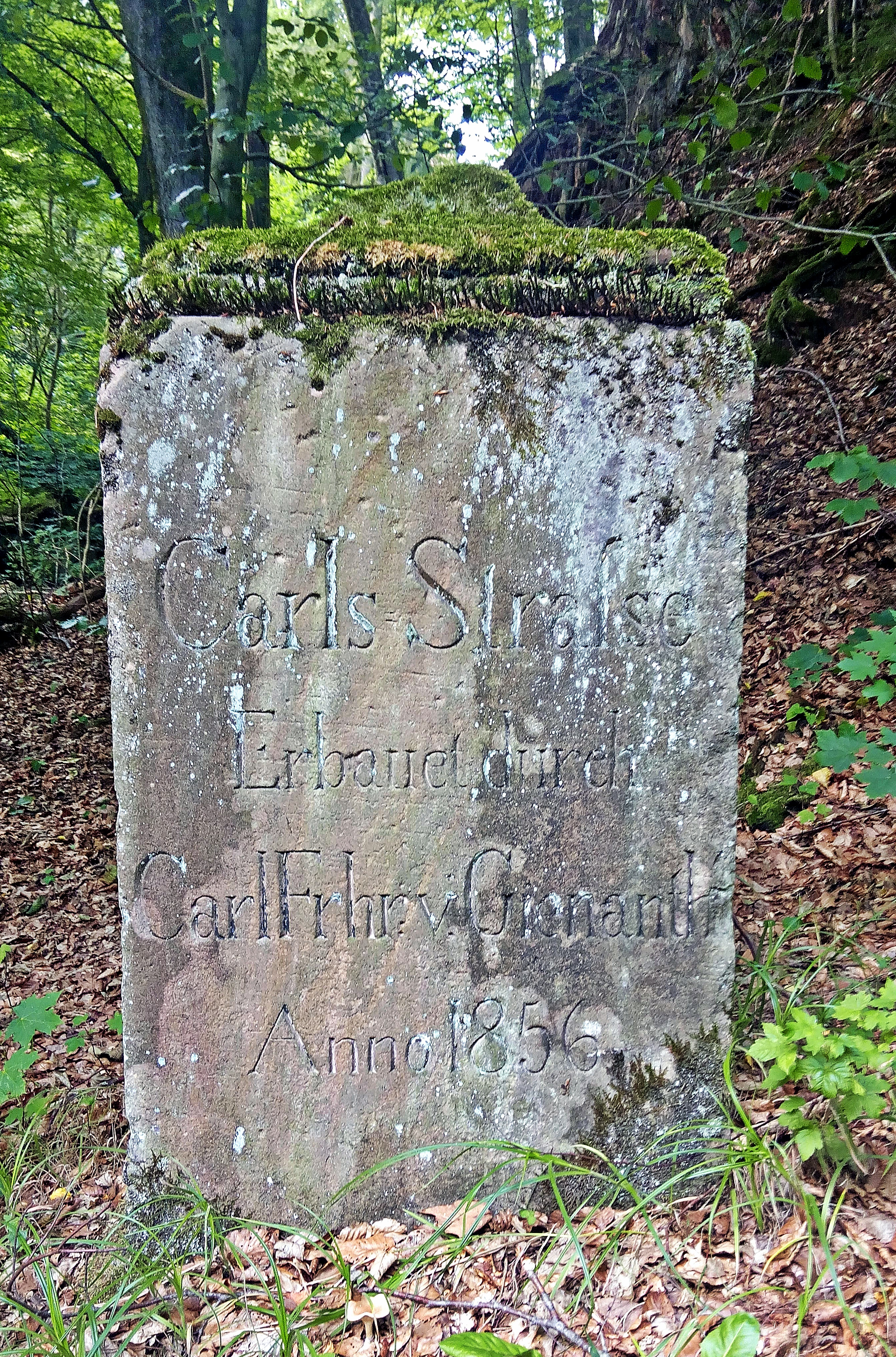
Trippstadt, Mittelhammer, Gedenkstein an den Straßenbau durch Carl von Gienanth, 1856

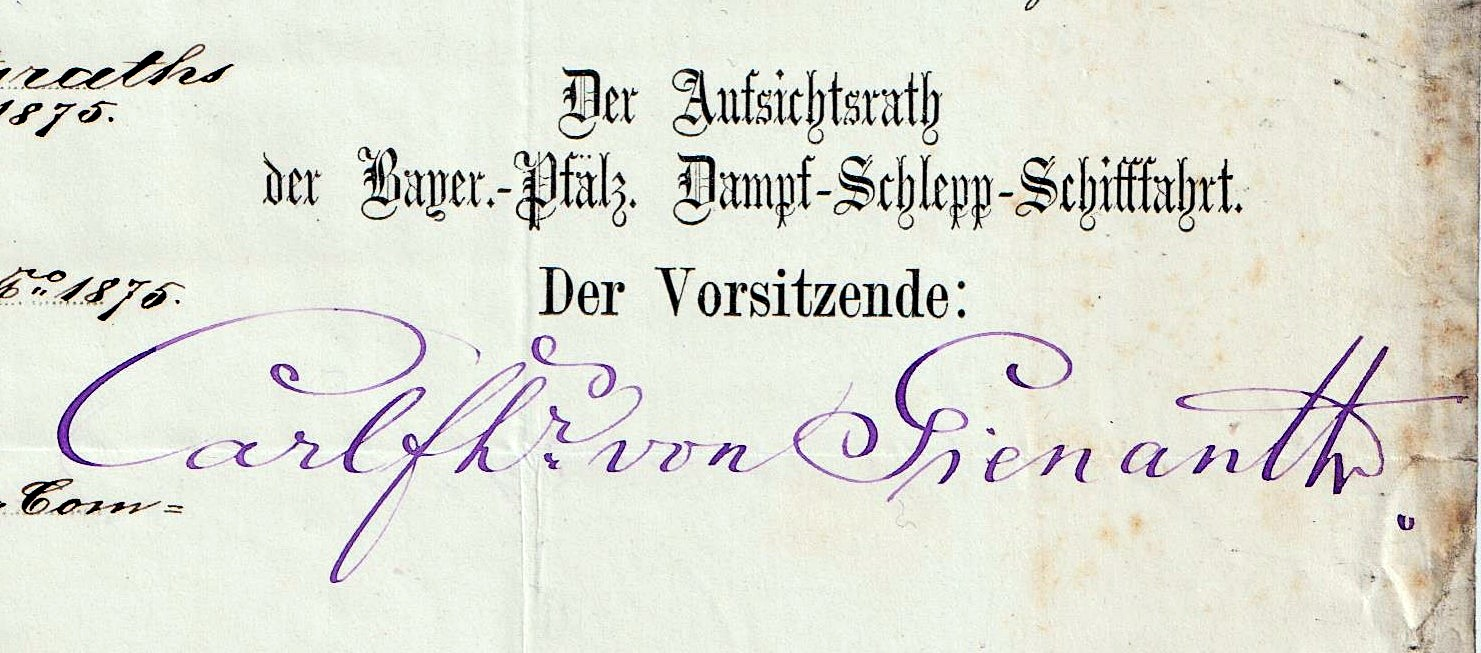
Unterschrift, 1876

Carl von Gienanth, eigentlich Carl Freiherr von Gienanth, (* 18. November 1818 in Hochstein; † 22. Januar 1890 ebenda) war ein deutscher Unternehmer in der Montanindustrie.

## Leben und Wirken
Seine Eltern waren Ludwig Freiherr von Gienanth (1767–1848) und dessen Ehefrau Sophie Katharina Freifrau von Gienanth geb. Stoeß (1783–1821). Er hatte zwei Brüder, August (1802–1829) und Friedrich (1805–1842).
Im Jahr 1841 erhielt Carl von seinem Vater die Leitung seiner Eisenwerke in Trippstadt, Eisenberg, Hochstein und Kaiserslautern. Er führte als einzig überlebender Stammhalter das Erbe seiner Vorväter fort. Er gehörte  1843 zu den Gründern der Bayerisch-Pfälzischen Dampf-Schlepp-Schifffahrts-Gesellschaft und fungierte ab 1845 als deren Aufsichtsratsvorsitzender. Von ihm ging 1865 die Initiative zum Bau der Eistalbahn aus.
Im Jahr 1847 erhielt Carl von Gienanth die Ehrenbürgerwürde der Stadt Kaiserslautern, er war außerdem (königlich bayerischer) Kammerherr und Rechtsritter des Johanniterordens. Bei Trippstadt ließ er die sogenannte Amseldell als Parkanlage gestalten. Ab dessen Gründungsjahr 1856 war er Mitglied im Verein Deutscher Ingenieure (VDI) und dort im Pfalz-Saarbrücker Bezirksverein aktiv.

## Familie
Gienanth heiratete am 9. Januar 1844 Mathilde von Horn (1822–1862), eine Tochter des königlich bayerischen Generalmajors Wilhelm Joseph Freiherr von Horn (1784–1847). Das Paar hatte mehrere Kinder. Nach dem Tod seiner ersten Frau heiratete er am 5. Oktober 1865 in zweiter Ehe Hermine von Stetten (* 23. April 1825), mit der er keine weiteren Kinder hatte.